# بريبوتو

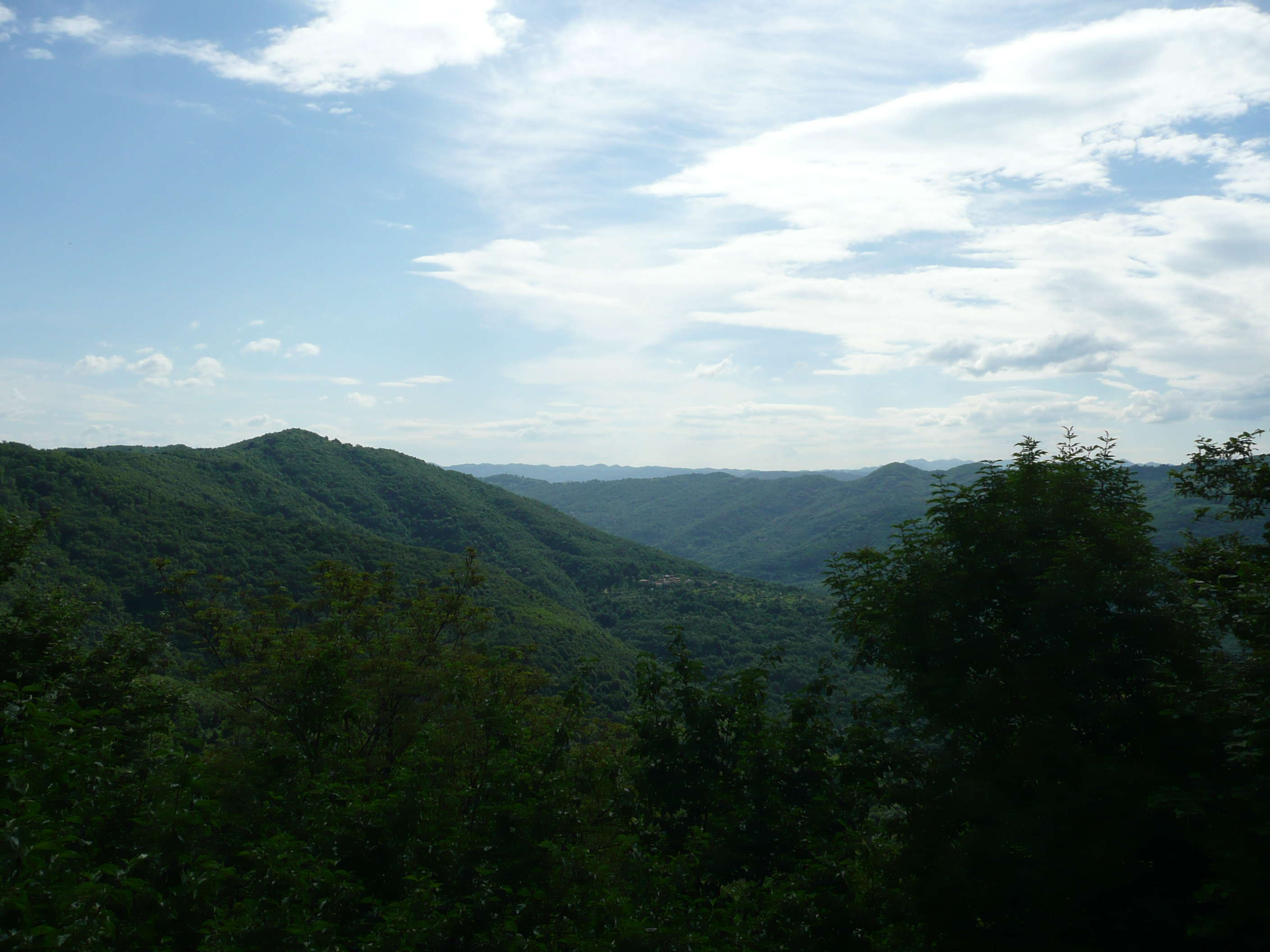
بريبوتو

بريبوتو ( (بالسلوفينية: Prapotno)‏؛ Friulian كوموني (بلدية) في مقاطعة أوديني في منطقة فريولي فينيتسيا جوليا الإيطالية، وتقع على بعد حوالي 50 كيلومتر (31 ميل) شمال غرب ترييستي وحوالي 20 كيلومتر (12 ميل) شرق أوديني، على الحدود مع سلوفينيا. في 31 ديسمبر 2004 بلغ عدد سكانها 894 نسمة وتبلغ مساحتها 33.2 كيلومتر مربع (12.8 ميل2).
تقع منطقة بريبوتو على حدود البلديات التالية: بردا (سلوفينيا)، كانال اوب سوتسي (سلوفينيا)، دولجينا ديل كوليو، شيدالي ديل فريولي، كونو ديل روساز، سان ليناردو، سان بيترو ناتسون، ستريجنا